# Allemagne au Concours Eurovision de la chanson 1960
L'Allemagne a participé au Concours Eurovision de la chanson 1960, alors appelé le « Grand prix Eurovision de la chanson européenne 1960 », à Londres, au Royaume-Uni. C'est la 5e participation allemande au Concours Eurovision de la chanson.
Le pays est représenté par le chanteur Wyn Hoop et la chanson Bonne nuit ma chérie, sélectionnés par la Hessischer Rundfunk au moyen d'une finale nationale.

## Sélection

### Schlagerparade 1960
Le radiodiffuseur allemand pour le Land de la Hesse, la Hessischer Rundfunk (HR, « Radiodiffusion de la Hesse »), organise une finale nationale intitulée Schlagerparade 1960 pour sélectionner l'artiste et la chanson représentant l'Allemagne au Concours Eurovision de la chanson 1960.
La finale nationale allemande, présentée par Hilde Nocker et Werner Fullerer, a eu lieu le 6 février 1960 au Rhein-Main-Halle à Wiesbaden. Heidi Brühl participante à cette finale nationale représentera l'Allemagne en 1963.
Les chansons sont toutes interprétées en allemand, langue officielle de l'Allemagne. Seuls les résultats des trois premières chansons ont été annoncés.
Lors de cette sélection, c'est Wyn Hoop et la chanson Bonne nuit ma chérie qui furent choisis.

#### Finale
| Ordre | Interprète                 | Chanson                             | Traduction                     | Place |
| ----- | -------------------------- | ----------------------------------- | ------------------------------ | ----- |
| 1     | Angèle Durand et Rex Gildo | Abitur der Liebe                    | Baccalauréat de l'amour        | -     |
| 2     | Gerhard Wendland           | Alle Wunder dieser Welt             | Tous les miracles de ce monde  | 3     |
| 3     | Gitta Lind                 | Auf der Straße der Träume           | Sur la rue des rêves           | -     |
| 4     | Wyn Hoop                   | Bonne nuit ma chérie                | -                              | 1     |
| 5     | Gerd Ströhl                | Das Herz einer Frau                 | Le cœur d'une femme            | -     |
| 6     | Rainer Bertram             | Ein Picasso in der Liebe            | Un Picasso amoureux            | -     |
| 7     | Ingrid Werner              | Ich hab' ein Hobby                  | J'ai un passe-temps            | -     |
| 8     | The Charming Boys          | Oh Little Joe                       | Oh petit Joe                   | -     |
| 9     | Tony Sandler               | Oh, wie schön                       | Oh, quelle beauté              | -     |
| 10    | Heidi Brühl                | Wir wollen niemals auseinandergeh'n | Nous ne nous séparerons jamais | 2     |

## À l'Eurovision
Chaque pays avait un jury de dix personnes. Chaque membre du jury pouvait donner un point à sa chanson préférée.

### Points attribués par l'Allemagne
| 7 points | Monaco                      |
| 1 point  | Belgique France Royaume-Uni |

### Points attribués à l'Allemagne
| 10 points | 9 points | 8 points | 7 points                       | 6 points |
| --------- | -------- | -------- | ------------------------------ | -------- |
|           |          |          |                                |          |
| 5 points  | 4 points | 3 points | 2 points                       | 1 point  |
|           | - France |          | - Autriche - Belgique - Monaco | - Suède  |

Wyn Hoop interprète Bonne nuit ma chérie en 11e position, après les Pays-Bas et avant l'Italie. Au terme du vote final, l'Allemagne termine 4e, ex aequo avec la Norvège, sur 13 pays, recevant 11 points.